# دار موحس (حبيش)

تعديل مصدري - تعديل

دار موحس محلة تابعة لقرية السهولة، التابعة لعزلة صائر بمديرية حبيش إحدى مديريات محافظة إب في الجمهورية اليمنية، بلغ تعداد سكانها 82 حسب تعداد اليمن لعام 2004.